# 36 Korpus Armijny (Imperium Rosyjskie)
36 Korpus Armijny (ros. 36-й армейский корпус) – jeden ze związków operacyjno–taktycznych  Imperium Rosyjskiego w czasie I wojny światowej. Rozformowany na początku 1918. 

## Podporządkowanie
- 2 Armii (08.06 – 21.07.1915)
- 1 Armii (12.08 – 1.09.1915)
- 2 Armii (18.09.1915 – 1.07.1916)
- 10 Armii (17.07 –15.09.1916)
- 9 Armii (22.10.1916 – 16.07.1917)
- 4 Armii (23.09 – grudzień 1917)

## Dowódcy Korpusu
- gen. lejtnant N. J. Lisowskij (kwiecień – maj 1915)
- gen. lejtnant N. N. Korotkiewicz (od maja 1915)